# 庫克斯敦區
庫克斯敦區 （Cookstown District Council；愛爾蘭語：Comhairle Ceantair na Coirre Críochaí；阿爾斯特蘇格蘭語：Districk Cooncil o Cookestoun）是北愛爾蘭的一個區，位於北愛中部，東臨內湖。面積622平方公里，2006年人口 34,800人。區行政中心為庫克斯敦。